# Hishida Shunsō

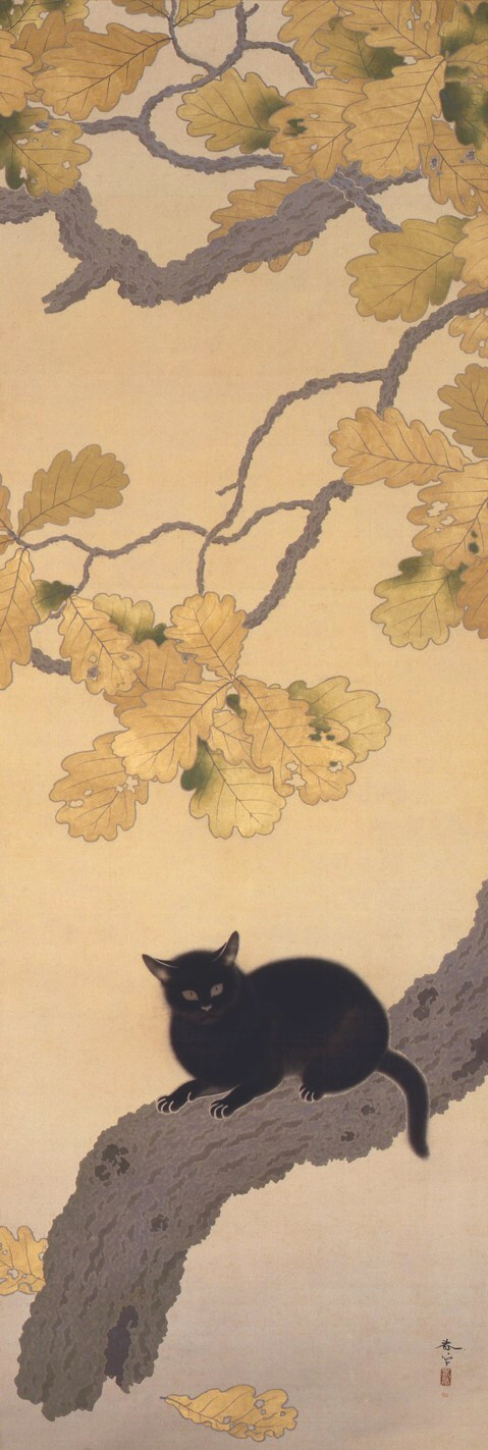
Chat noir sur une branche par Hishida Shunsō.

Hishida Shunsō (菱田 春草) est un peintre japonais des XIXe – XXe siècles, né en 1874 dans la préfecture de Nagano, mort en 1911.

## Biographie
Peintre de compositions animées et de style dérivé de la peinture traditionnelle japonaise, Hishida est élève de l'Université des Beaux-Arts de Tokyo. Il participe à la fondation de l'Académie avec Okakura Tenshin et Hashimoto Gahô. Il est membre du jury de l'Exposition Bunten, émanant du Ministère de l'Éducation. Il devient aussi assistant à l'Université des arts de Tokyo. En 1903, il effectue un voyage en Inde et, en 1904-1905, il visite l'Europe. Sous l'impulsion donnée dans les deux dernières décennies du siècle par l'américain Ernest Fenollosa pour la préservation du style traditionnel, Hishida, théoricien et écrivain, contribue à la création du mouvement « orientaliste », avec Yokoyama Taikan et Kanzan Shimomura (1873-1930).

## Tradition et influence
Les œuvres de Hishida Shunsō et des membres du mouvement orientaliste s'inspirent de l'histoire japonaise et sont caractérisées par une composition sommaire et subjective, ayant son origine dans la peinture traditionnelle, ainsi que par une transcription de l'espace, notamment de la profondeur, venue de la peinture occidentale. Hishida fait preuve d'une observation lucide et sensibilité aiguë, substituant le flou au linéaire pour obtenir des effets plus nuancés et presque impressionnistes. Ses œuvres n'en restent pas moins très décoratives. Son influence marque les artistes japonais qui lui succèdent dans la première partie du XXe siècle, où son style devient la tendance traditionnelle « nihon-ga ».

## Musées
- Tokyo (Fondation EiseiBunko):
  - Feuilles mortes, daté 1909, paravent à deux volets.